# Ceratinia selene
Ceratinia selene är en fjärilsart som beskrevs av Pieter Cramer 1782. Ceratinia selene ingår i släktet Ceratinia och familjen praktfjärilar. Inga underarter finns listade i Catalogue of Life.